# Litlington, East Sussex
Litlington är en by i civil parish Cuckmere Valley, i distriktet Wealden, i grevskapet East Sussex i England. Byn är belägen 14 km från Lewes. Litlington var en civil parish fram till 1990 när blev den en del av Cuckmere Valley. Civil parish hade 117 invånare år 1961.